# Karlovy Vary Airport
Karlovy Vary Airport är en flygplats ca 5 km från centrala Karlsbad i Tjeckien. Den ligger i den västra delen av landet, 110 km väster om huvudstaden Prag. Karlovy Vary Airport ligger 606 meter över havet.
Terrängen runt Karlovy Vary Airport är kuperad söderut, men norrut är den platt.Runt Karlovy Vary Airport är det glesbefolkat, med 20 invånare per kvadratkilometer. Närmaste större samhälle är Karlsbad (på tjeckiska: Karlovy Vary), 4,5 km nordväst om Karlovy Vary Airport. I omgivningarna runt Karlovy Vary Airport växer i huvudsak blandskog.